# Maxim Rakov
Maxim Rakov (* 7. února 1986 Karaganda, Sovětský svaz) je kazachstánský zápasník–judista a sambista ruské národnosti.

## Sportovní kariéra
Narodil se v kazachstánském hornickém městě Karaganda (těžba uhlí, uranu) do ruské rodiny. Zápasit začal v útlém dětství po vzoru svého otce Sergeje Rakova, pod jehož vedením se připravuje. V kazachstánské seniorské judistické reprezentaci se pohybuje od roku 2003 ve střední a od roku 2009 v polotěžké váze do 100 kg. V roce 2004 se v 18 letech nekvalifikoval na olympijské hry v Athénách. V roce 2007 v přípravě na mistrovství světa v Riu utrpěl zranění ramene a v roce 2008 se nekvalifikoval na olympijské hry v Pekingu. V roce 2009 vybojoval první titul mistra pro Kazachstán v judu. V roce 2012 odjížděl na olympijské hry v Londýně jako světová jednička, ale nezvládl zápas úvodního kola s Ázerbájdžáncem Elmarem Gasimovem. V roce 2016 se kvalifikoval na olympijské hry v Riu a vypadl ve třetím kole s Čechem Lukášem Krpálkem.

### Vítězství
- 2008 - 1x světový pohár (Rotterdam)
- 2010 - 1x světový pohár (Almaty)
- 2011 - 1x světový pohár (Düsseldorf)
- 2012 - 1x světový pohár (Düsseldorf), turnaj mistrů (Almaty)
- 2013 - 1x světový pohár (Almaty)
- 2014 - 2x světový pohár (Baku, Astana)

## Výsledky
| Olympijské hry    |    |     | —   |     |    |    | —   |    |    |    | úč. |     |     |     | úč. |     |  |  |  |  |  |  |  |
| Mistrovství světa |    | úč. |     | 7.  |    | —  |     | 1. | 7. | 2. |     | úč. | úč. | úč. |     | úč. |  |  |  |  |  |  |  |
| Asijské hry       | —  |     |     |     | 2. |    |     |    | 3. |    |     |     | 2.  |     |     |     |  |  |  |  |  |  |  |
| Mistrovství Asie  |    | úč. | úč. | úč. |    | 3. | úč. | 1. |    | 5. | —   | —   |     | 2.  | úč. | 1.  |  |  |  |  |  |  |  |
| MS juniorů        | 3. |     | 7.  |     |    |    |     |    |    |    |     |     |     |     |     |     |  |  |  |  |  |  |  |